# 런타임
런타임(영어: runtime→실행시간)은 컴퓨터 과학에서 컴퓨터 프로그램이 실행되고 있는 동안의 동작을 말한다. 컴퓨터 언어 안에 쓰인 프로그램을 관리하기 위해, 특정한 컴파일러나 가상 머신이 사용하는 기본 코드의 라이브러리나 프로그램을 통틀어 런타임 라이브러리라고도 일컫는다.
런타임 시스템은 컴퓨터가 실행되는 동안 프로세스나 프로그램을 위한 소프트웨어 서비스를 제공하는 가상 머신의 상태이다. 운영 체제 자체에 속하는 경우도 있고 운영 체제에서 작동하는 소프트웨어를 뜻할 수도 있다.

## 런타임 오류
예외 처리는 런타임 오류를 처리하도록 설계된 기능이며, 예측할 수 있는 오류나 일반적이지 않은 오류들뿐 아니라 완전히 예측하지 못한 상황을 잡아내는 구체적인 방안을 제공한다. 런타임 시스템에서 최근에 이루어진 것으로는 자동 예외 처리가 있다. 이것은 "문제의 핵심 부분"(root-cause)의 디버그 정보를 모든 예외에 제공하며 소스 코드와 독립하여 추가된다.

### 런타임 오류 경고
런타임 시 발생 가능한 런타임 오류에 대한 경고를 해주는 정적 프로그램 분석 도구들이 있다. 이와 같은 도구를 사용한다면 소프트웨어의 안전성과 완성도를 높여줄 것이며, 사용자에게는 소프트웨어에 대한 신뢰성을 제공한다.

## 같이 보기
- 컴파일러
- 인터프리터
- 런타임 라이브러리
- 런타임 형 정보